# Andriașevca Veche, Stînga Nistrului
Andriașevca Veche este un sat din cadrul comunei Frunză din Unitățile Administrativ-Teritoriale din Stînga Nistrului, Republica Moldova. În anul 2004 satul avea 165 de locuitori, dintre care 140 moldoveni, 11 ucraineni și 9 ruși.